# Je ne trompe pas mon mari !
Je ne trompe pas mon mari ! est une comédie en trois actes, de Georges Feydeau, écrite en collaboration avec René Peter, représentée pour la première fois à Paris, le 18 février 1914, sur la scène du théâtre de l’Athénée et reprise sur la même scène le 9 décembre 1916,.
200 représentations lors de la création.

## Argument
Le peintre Saint-Franquet, le meilleur ami de M. Plantarède, fait la cour à Mme Plantarède. Et comme elle ne veut pas tromper son mari, Saint-Franquet  gifle Des Saugettes, un petit gigolo, qui soupire pour Mme Plantarède. Miss Doty, une américaine milliardaire, fille du roi du cochon, veut épouser Saint-Franquet, malgré son fiancé Tommy. Saint-Franquet se remet avec son ancienne maitresse Mlle Bichon, une grue, étoile de café-concert.  
Bichon, devient Mlle de Jouy, par la volonté du Ministère des Affaires Etrangères, aux menus plaisirs du Shah. Saint-Franquet se dispute, avec sa maîtresse, Bichon. Elle déclare qu'elle a un protecteur et lui téléphone; il arrive. C'est Plantarède.
Mme Plantarède, trompée, veut se venger, et se décide enfin à tromper son mari, la voici qui, elle arrive chez Saint-Franquet, au moment où celui-ci vient de promettre à Miss Doty de l'épouser. Saint-Franquet couche chez lui avec Mme Plantarède. Mme Plantarède aidée de Bichon persuade M. Plantarède qu'elle ne l'a jamais trompé, elle a simulé un adultère pour se venger. Saint-Franquet épouse Dotty, celle-ci imaginant que c'est par suite d'une erreur d'enveloppe qu'il lui a adressé une lettre de rupture.

## Distribution
Distribution : 10 hommes – 6 femmes.
| Rôles                  | Première 18 février 1914 Théâtre de l’Athénée | Reprise 9 décembre 1916 Théâtre de l’Athénée | Reprise 9 juillet 1923 Théâtre Antoine |
| ---------------------- | --------------------------------------------- | -------------------------------------------- | -------------------------------------- |
| Saint-Franquet         | Lucien Rozenberg                              | Lucien Rozenberg                             | Jacques Louvigny                       |
| Micheline Plantarède   | Lucile Nobert                                 | Lucile Nobert                                | Lucienne Givry                         |
| M. Plantarède          | Lucien Cazalis                                | Albert Fertinel                              |                                        |
| Bichon/Blanche de Jouy | Betty Daussmond                               | Armande Cassive                              | Arletty                                |
| Miss Doty              | Alice Nory                                    | Camille Calvat                               | Juliette Malherbe                      |
| Des Saugettes          | Paul Ardot                                    | Jacques Louvigny                             |                                        |
| Tommy                  | Dillon                                        |                                              |                                        |
| Mme Giclefort          | Virginie Rolland                              | Virginie Rolland                             |                                        |
| Le gérant d'hôtel      | Cousin                                        |                                              |                                        |
|                        |                                               |                                              |                                        |

## Représentations notables
- 1920 : Nouveau Casino avec Galipeau[15].
- 1923 : Théâtre Antoine avec Arletty, Jacques Louvigny et Lucienne Givry[16],[17].